# 変わりゆく空
「変わりゆく空」（かわりゆくそら）は、w-inds.の15枚目のシングル。2005年3月16日発売。発売元はFLIGHT MASTER。

## 解説
- 本人出演のブルボン「ブルボンガム」CMソング
- 発売日に先がけ、2005年2月28日のテレフォンショッキングに出演（3年ぶり2回目）した際、このCDをタモリへのお土産に贈呈している。
- 「変わりゆく空」は、アルバム『ageha』およびベストアルバム『w-inds.Single Collection ”BEST ELEVEN”』に収録されている。

## 収録曲
1. 変わりゆく空
（作詞・作曲：小松清人 / 編曲：華原大輔）
2. いつか、虹の下で
（作詞：jam / 作曲：david evance）
3. 変わりゆく空 (Instrumental)
4. いつか、虹の下で (Instrumental)